# Лексическая типология
Лексическая типология, или лексико-семантическая типология, — раздел лингвистической типологии, изучающий разнообразие семантики лексических единиц в языках мира.
Под лексическими единицами обычно имеются в виду слова или устойчивые конструкции; значение таких единиц изучается в разделе лингвистики, который называется лексической семантикой. Лексическая типология изучает устройство семантических полей, семантические переходы, модели полисемии и др. на материале представительной выборки языков.
Некоторые лексические единицы, входящие в какой-то закрытый класс (function words в терминологии М. Хаспельмата) — например, адлоги, фокусные частицы и др. — обычно интерпретируются как часть грамматической системы языка и соответственно изучаются в рамках грамматической типологии.

## Теоретические понятия и методы
Так исторически сложилось, что лингвисты, принадлежащие к формальным направлениям в языкознании (генеративизм, формальная семантика) долгое время недооценивали важность изучения лексики. Поэтому исследования по лексической типологии обычно используют теоретическую базу противоположных лингвистических течений — когнитивной лингвистики, фреймовой семантики, грамматики конструкций.

### Фрейм
В системе английских глаголов плавания есть четыре лексемы: swim — для «активного» плавания одушевлённого существа, float — для статичного положения неодушевлённого предмета на поверхности воды, drift — для плавания неодушевлённого предмета по течению и sail — для описания плавания судов. Неформально говоря, выбор глагола в английском зависит, во-первых, от того, что плавает, а во-вторых, в чём плавает.
Ситуация с конкретными участниками конкретного семантического типа называется фреймом. Фрейм в лексической типологии становится минимальным объектом для сопоставления: в английском языке семантическое поле плавания включает четыре фрейма. Русский язык совмещает все эти четыре фрейма в одном глаголе плавать.
Считается, что русское прилагательное тонкий совмещает два фрейма: тонкие плоские предметы и тонкие цилиндрические предметы. Русский использует одну и ту же лексему в словосочетаниях «тонкая книга» и «тонкая нитка», однако в казымском диалекте хантыйского языка каждая из ситуаций кодируется по-разному: прилагательными uoχəɬ и vaś соответственно.

### Семантическая карта

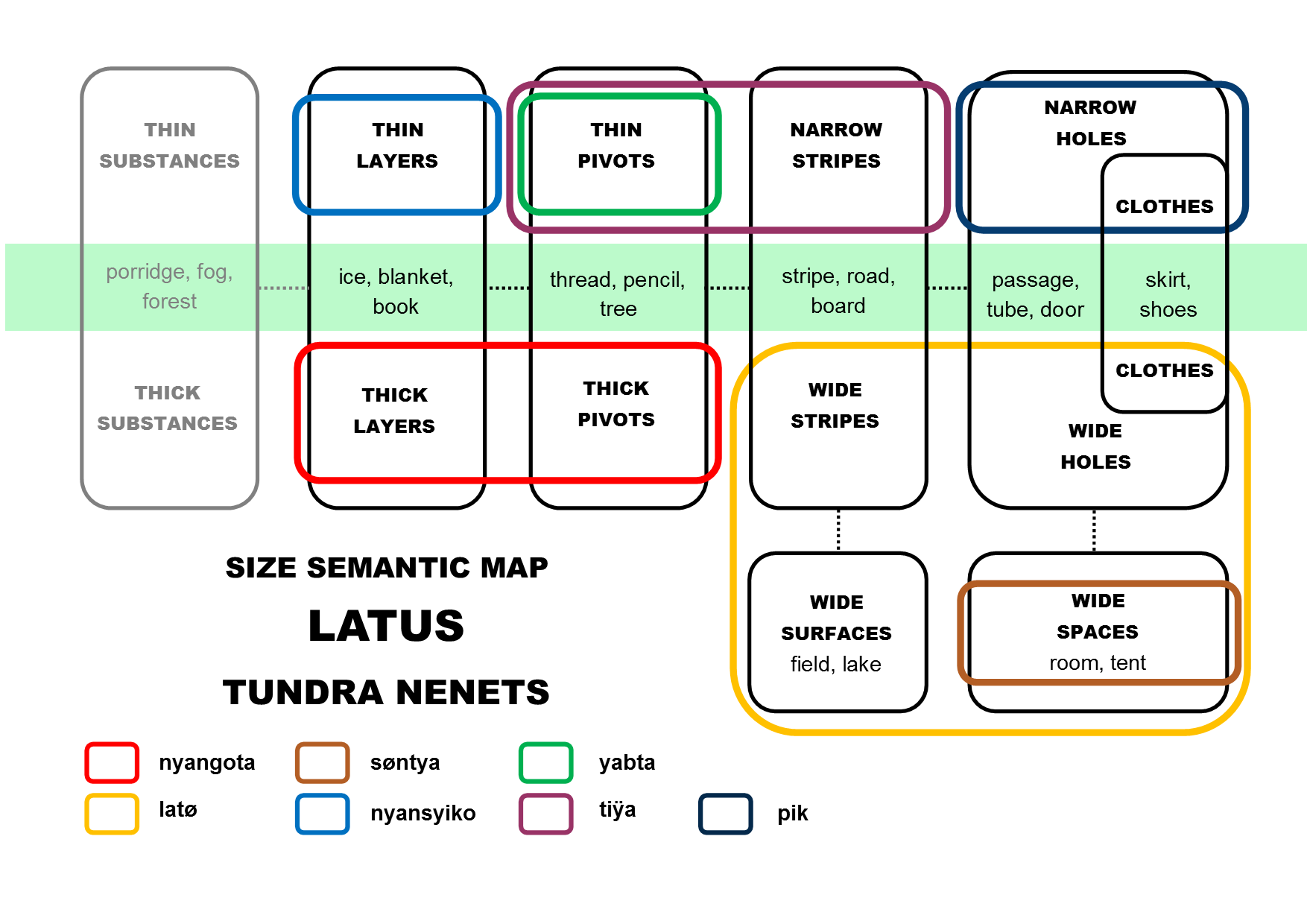
Семантическая карта прилагательных размера в ненецком языке

Семантическая карта представляет собой граф, вершинами которого являются фреймы какого-нибудь семантического поля (например, глаголов плавания или прилагательных размера). На карту должны быть нанесены все фреймы, которые различаются хотя бы в каком-нибудь языке. Рёбра графа должны соединять его вершины таким образом, чтобы не было «разрывов» — на пути между любыми двумя фреймами, которые совмещаются в конкретной лексеме какого-то языка, должны лежать только такие фреймы, которые также входят в объём значения этой лексемы.
Утверждается, что близость фреймов на семантической карте отражает близость соответствующих концептов в концептуальном пространстве.

### Экспериментальные исследования
Сбор данных в лексической типологии производится не только на основе фреймовых анкет, но и с помощью экспериментальных методик — в основном тогда, когда изучается выражение в языке какого-то физического признака. Информантам предлагается описать на своём языке разнообразные стимулы (карточки разных цветов, запах вещества из пробирки, видеозапись разделения какого-то объекта на части). Признанным лидером в области таких исследований является Институт эволюционной антропологии Общества Макса Планка в Неймегене.

## Частные исследования семантических полей

### Цветообозначения
Исследование цветообозначений началось с классической работы Брента Берлина и Пола Кея (1969), которые исследовали базовые (одноморфемные, непроизводные) названия цветов в языках мира. Информантам предлагалось описать карточки с цветами; набор стимулов конструировался с помощью цветовой системы Манселла.
Они показали, что набор возможных цветообозначений в языке подчиняется следующей иерархии: минимальные цветовые системы делят всё цветовое пространство на белый и чёрный, затем добавляется красный, затем — «зелубой» (цвет, объединяющий синий и зелёный). После этого обычно добавляется жёлтый, разделяется на два цвета «зелубой» и т. д.

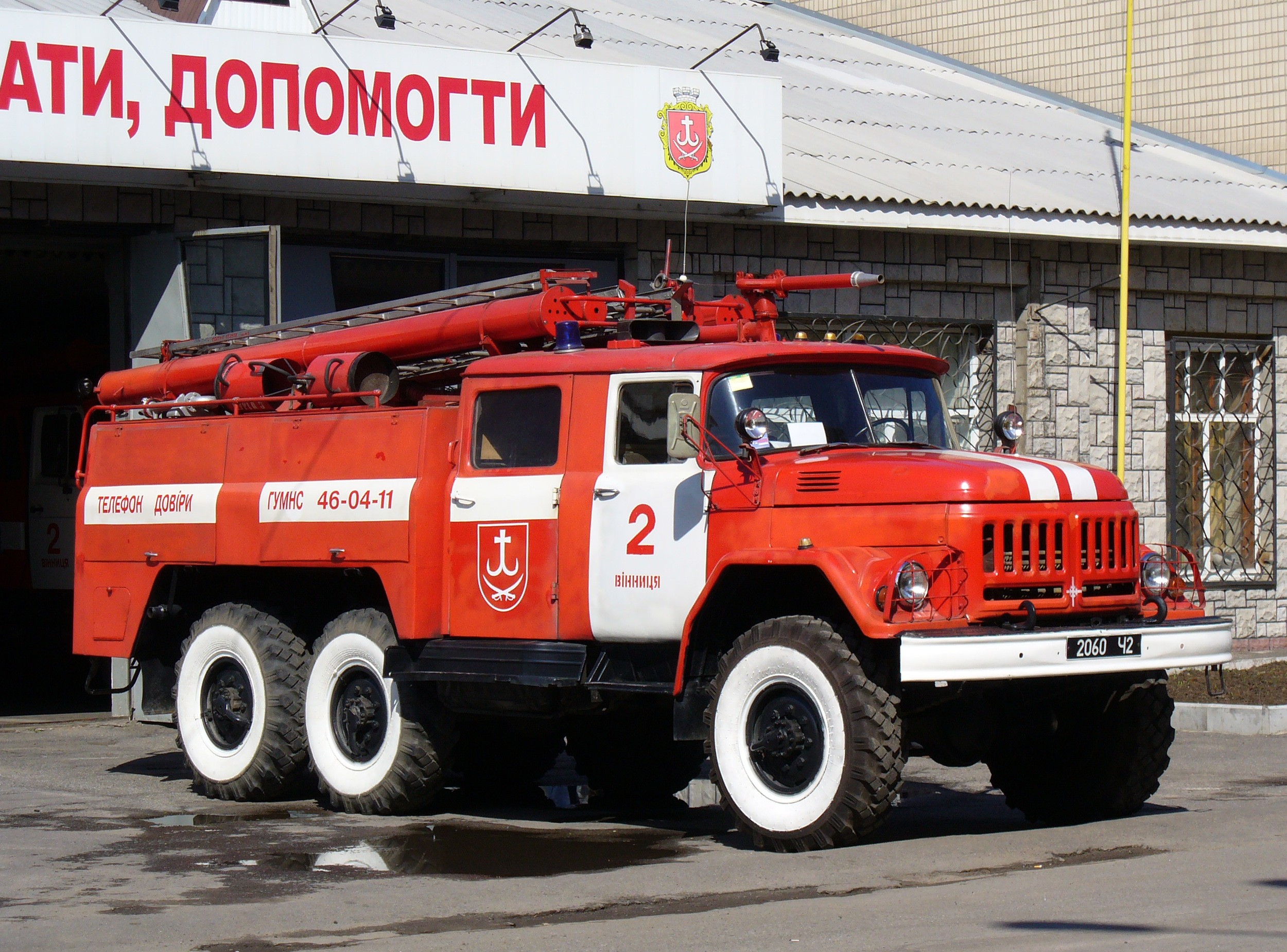
«Пожарный красный» — прототипический красный цвет у носителей самых разных языков

Всего базовых цветообозначений в разных языках насчитывается от двух до двенадцати. Примером «диффузной системы» может служить русский язык, в котором различаются синий и голубой, а также цахурский язык, в которым есть базовый термин для бирюзового.
Утверждается, что такие строгие закономерности обусловлены общими для всех людей особенностями физиологии цветного зрения. Это обычно доказывается другим экспериментом, который обычно проходит в связке с первым: информанта просят выбрать из предложенных карточек ту, оттенок которой, по его мнению, является «лучшим» представителем того или иного цвета. Носители самых разных языков выбирают одни и те же «фокусные точки» из всего спектра; так, например, «самым типичным красным» чаще всего оказывается т. н. цвет пожарной машины.

### Названия частей тела
Разные языки очень по-разному делят на части человеческое тело. Английский язык (как и другие германские), в отличие от многих других, по-разному называет палец на руке (finger) и палец на ноге (toe). Во многих языках различаются кисть руки и часть руки до запястья — при этом общего термина, соответствующего русскому слову рука, не существует. В таблице ниже представлены некоторые различия между русским, японским, итальянским и английским языками.
| русский | японский | итальянский | английский |
| ------- | -------- | ----------- | ---------- |
| рука    | te       | mano        | hand       |
| рука    | ude      | braccio     | arm        |
| нога    | ashi     | piede       | foot       |
| нога    | ashi     | gamba       | leg        |
| палец   | yubi     | dito        | finger     |
| палец   | yubi     | dito        | toe        |

### Глаголы движения
Когнитивный лингвист Леонард Талми считал, что в семантике ситуации движения должны присутствовать следующие компоненты: фигура — то, что движется, путь — траектория движения относительно какой-то точки отсчёта, способ — конкретный вид движения (бег, полёт, качение и т. д.) и т. д. Языки по-разному организуют системы глаголов движения.
К первому типу принадлежат индоевропейские языки, кроме романских, а также прибалтийско-финские, китайский, оджибве и др. В языках такого типа способ движения кодируется корнем, а путь — т. н. «сателлитом» (превербом, приставкой или любым другим приглагольным элементом). См. примеры ниже из английского языка:
| The lamp stood/lay/leaned on the table. |
| Лампа стояла/лежала/опиралась на стол.  |
| The rock slid/rolled/bounced down the road. |
| Камень скользил/катился/прыгал по дороге.   |
Ко второму типу принадлежат романские, семитские, мордовские языки, японский, тюркские языки и др. В таких языках корень кодирует путь, а способ движения выражается деепричастием. См. пример ниже из мокшанского языка:
| Vas’a | aš'č'-i            | oza-də / st’a-də.                 |
| Вася  | находиться-PRS.3SG | сидеть-CONV.POS / стоять-СОNV.POS |
| Вася  | сидит/стоит.       |                                   |
| Vas’a | tu-s’         | las’kə-z / ujə-z.        |
| Вася  | уйти-PST.3SG  | бежать-CONV / плыть-СОNV |
| Вася  | убежал/уплыл. |                          |